# Delphinium inopinum
Delphinium inopinum är en ranunkelväxtart som först beskrevs av Jeps., och fick sitt nu gällande namn av Meriwether Lewis och Epling. Delphinium inopinum ingår i släktet storriddarsporrar, och familjen ranunkelväxter. Inga underarter finns listade i Catalogue of Life.